# 構 (刑罰)
構（かまい/かまえ）は、江戸時代に用いられた法律用語で、大きく分けて2つの意味を持つが、いずれも特定の地域・集団からの排除の意味を有する。
1. 追放・払とも呼ばれた居住地などからの追放刑のことを指す。後には追放刑に伴う立入禁止区域である御構場所（おかまいばしょ）・御構地（おかまいち）を指した。
2. 所属する集団からの排除・追放措置を指した。

明治維新による追放刑の停止と四民平等政策によって身分的な制約が喪失したことによって、いずれも実施されることは無くなった。

## 御構場所

### 概略
江戸時代には居住地域やその他特定の地域からの追放を指して構と称した。
江戸時代初期にはキリシタンなどを対象とした「日本国構」、すなわち国外追放のような事例もあったが、『公事方御定書』が編纂された享保年間には刑の軽重によって立入が禁止される場所、すなわち御構場所（おかまいばしょ）が定められ、以後は「構」という語は御構場所を指すようになった。
御構場所は御構地（おかまいち）とも呼ばれ、違反して当該地に立ち入ったことが発覚した場合には1段階重い追放処分が科されることになっていた。

### 追放・払の刑と御構場所との関連
以下の通りである。
- 重追放：住居の国（居住していた国）・犯罪の国（事件を起こした国）及び武蔵国・山城国・摂津国・和泉国・大和国・肥前国・下野国・甲斐国・駿河国・相模国・上野国・安房国・上総国・下総国・常陸国の15か国並びに東海道筋・木曽路筋。
- 中追放：住居の国・犯罪の国及び武蔵国・山城国・摂津国・和泉国・大和国・肥前国・下野国・甲斐国・駿河国の9か国並びに東海道筋・木曽路筋・日光道中。
- 軽追放:住居の国・犯罪の国及び江戸十里四方・京・大坂・東海道筋・日光・日光道中。なお、「江戸十里四方」の定義については下記「江戸十里四方追放」を参照のこと。
- 江戸十里四方追放：居住地（町方は居町・地方は居村）及び江戸の日本橋から東西南北5里の圏内。後者に該当する江戸を中心とした10里の直径を持つ円の範囲にわたる地域を「江戸十里四方」と称した。
- 江戸払：居住地及び江戸市中（品川・板橋・千住・四谷大木戸よりも内側と深川・本所の両地域）を御構場所とする。
- 所払：居住地のみを対象とする。

## 集団からの排除
江戸時代には所属している集団・組織からの排除・追放を科される刑罰も構と称した。

### 武家
武家においては、奉公構（ほうこうかまい）と呼ばれる措置があった。これは家臣が出奔などによって主従関係を解消する場合に、主君側が当該家臣を将来にわたって他家へ召し抱えられることを禁じる処分である。
福岡藩黒田家の重臣で大隈城主であった後藤基次（又兵衛）が、旧主の黒田家から奉公構を宣言された、塙直之（塙団右衛門）が加藤嘉明から執拗な奉公構を受けた、などが著名な例である。
奉公構は寛永12年（1635年）に改正された武家諸法度および諸士法度によって幕府法として有効とされた。江戸幕府による奉公構の公認は主従関係の統制強化によって幕藩体制を安定させる意図を有していた。

### 僧・尼
また、僧・尼に対して閏刑（代替刑）として様々な構の措置が採られた。
すなわち、
- 居住寺院からの退去（身支度が許される）退院
- 居住寺院からの追放（身支度が許されない）追院
- 所属宗旨からの追放である一派構（いっぱかまい）
- 所属宗派全体からの追放である一宗構（いっしゅうかまい）

などがあった。